# Glarus
Glarus (nemško: Glarus, francosko: Glaris ali latinsko: Claruna) je mesto v Švici in glavno mesto kantona Glarus.

## Galerija
- Panorama
- Landsgemeindeplatz (glavni trg)